# Alfredo Hua-Sing Ang
Alfredo Hua-Sing Ang (Davao, Filipinas, 4 de julho de 1930) é um engenheiro civil estadunidense.
Em 1988 recebeu a Medalha Nathan M. Newmark. É membro da Academia Nacional de Engenharia dos Estados Unidos (1976), fellow da Sociedade dos Engenheiros Mecânicos dos Estados Unidos (ASME), fellow honorário da Sociedade Americana de Engenheiros Civis (ASCE).

## Obras
- com Wilson H. Tang: Probability Concepts in Engineering, Wiley, 2 Volumes, 1975, 1984, 2ª Edição, 2007.